# Poëzie is een daad
Poëzie is een daad is een Instagram-account van Stefanie Liebreks, Yentl van Stokkum en Joost Oomen dat dagelijks een gedicht online plaatst. De titel van het account komt uit een gedicht van Remco Campert. Dagelijks wordt er een gedicht op het account geplaatst onder vermelding van de auteur en de bundel waar het gedicht uit afkomstig is. De beheerders wisselen elkaar af in periodes van tien dagen. Door poëzie op Instagram te delen willen de makers een groter publiek kennis laten maken met gedichten en de rijkheid van de Nederlandstalige dichtkunst. Uit het account is de bloemlezing Voor alle dagen (2023) voortgekomen.